# Pitḫana
Pitḫana war ein König von Kuššara und Kaniš/Neša im frühen 18. Jahrhundert v. Chr. (Mittlere Chronologie). Er gilt als der erste überlieferte hethitische Herrscher.

## Überlieferung
Pitḫana wird in altassyrischen Urkunden aus Kaniš (Kültepe) zusammen mit seinem rabi simmiltim (ein hohes Amt, das vielleicht einen Festungsvorsteher bezeichnet) Anitta genannt. Von seiner Eroberung des damals wichtigsten anatolischen Handelszentrum Kaniš/Neša berichtet der althethitische Anitta-Text (CTH 1):

„Der König von Kussar [kam] aus der Stadt herab mit großer Macht und nahm Nesa in der Nacht mit Gewalt ein. Den König von Nesa ergriff er, von den Einwohnern Nesas aber fügte er keinem Böses zu, [sondern] machte [sie] zu Müttern (und) Vätern.“

## Diskussion
Pitḫana war der Herrscher von Kuššara, das wohl östlich von Kültepe zwischen dem Fluss Kizilirmak und dem Gebirge Taurus zu suchen ist. Der Name Pitḫana gehört einer vorindogermanischen Sprachschicht an, da die Lautgruppe /tḫ/ im hethitischen Erbwortschatz nicht vorkommt.
Der Angabe, dass Pitḫana die Einwohner von Neša zu "Müttern und Vätern" machte, ist in Keilschrifttexten einzigartig. Aufgrund dessen wurde auf ethnische Verbundenheit zwischen der indogermanischen Bevölkerungsgruppe von Neša und dem Königshaus von Kuššara geschlossen. Bryce sieht es jedoch eher als Bemühung, Pitḫana zu einem fürsorgenden Herrscher zu stilisieren. Neša wurde nach der Eroberung durch Pitḫana Residenz seines Sohnes Anitta.